# 卡西克多布莱
卡西克多布莱是巴西南大河州的一个市镇。总面积203.908平方公里，总人口4824人，人口密度23.7人/平方公里。